# Barbe-Q★マイケル
『Barbe-Q★マイケル』（バーベキュー - マイケル）は、SEX MACHINEGUNSの3枚目のスタジオ・アルバム。

## 概要
前作『MADE IN JAPAN』以来、1年4ヶ月ぶりとなるオリジナル・アルバム。
バンドの代表曲「Fire」、ライブの定盤曲「フェロモン」や「全国大会」など全12曲を収録している。
2000年のシングル「愛こそすべて」と、2001年のシングル「S.H.R. -セクシーヒーローレボリューション」を、それぞれアルバム・バージョンで収録している。
SEX MACHINEGUNS最大のヒットアルバムである。

## 収録曲
（全作詞・作曲（特記以外）：Anchang / 全編曲：SEX MACHINEGUNS）
1. S.H.R. 〜セクシーヒーローレヴォリューション〜 (Album Version)
作詞・作曲：Anchang・NOISY
7thシングル。
2. みどりのおばちゃん
3. 狼とキリギリス
4. パンチ DE love♥Attack
5. Death
作詞・作曲：Anchang・CLUTCH.J.HIMAWARI
6. 愛こそすべて (Album Version)
6thシングル。
7. フェロモン
8. とうちゃん
9. サラリーマン嵐
10. 食べたいなめたい危険地帯
11. Fire
12. 全国大会